# 악령의 밤 (1957년 영화)
악마의 저주(Night Of The Demon, Curse Of The Demon)는 영국에서 제작된 자크 투르뇌르 감독의 1957년 공포, 미스터리 영화이다. 데이나 앤드루스 등이 주연으로 출연하였고 핼 E. 체스터 등이 제작에 참여하였다.

## 출연

### 주연
- 데이나 앤드루스
- 페기 커민스

### 조연
- 니올 맥긴스
- 모리스 덴험
- 애센 세일러
- 리암 레드몬드
- 레지날드 벡위드
- 이완 로버츠
- 피터 엘리어트
- 로자먼드 그린우드
- 브라이언 와일드

## 제작진
- 미술: 켄 애덤
- 배역: 로버트 레너드